# Bear Valley Springs
Bear Valley Springs es un lugar designado por el censo ubicado en el condado de Kern en el estado estadounidense de California. En el año 2000 tenía una población de 4.232 habitantes y una densidad poblacional de 39.3 personas por km².

## Geografía
Bear Valley Springs se encuentra ubicado en las coordenadas 35°09′33″N 118°37′42″O / 35.15917, -118.62833. Según la Oficina del Censo, la ciudad tiene un área total de 107,6 km² (41,5 mi²), de la cual 107,5 km² (41,5 mi²) es tierra y 0,1 km² (0 mi²) 0.10% es agua.

## Demografía
Los ingresos medios por hogar en la localidad eran de $64,583, y los ingresos medios por familia eran $61,834. Los hombres tenían unos ingresos medios de $61,834 frente a los $31,591 para las mujeres. La renta per cápita para la localidad era de $27,388. Alrededor del 7.2% de la población estaban por debajo del umbral de pobreza.